# Liste der Monuments historiques in Brunémont
Die Liste der Monuments historiques in Brunémont führt die Monuments historiques in der französischen Gemeinde Brunémont auf.

## Liste der Objekte
| Bezeichnung                                                                  | Beschreibung                                      | Standort                                 | Kennzeichnung | Schutzstatus | Datum | Bild |
| ---------------------------------------------------------------------------- | ------------------------------------------------- | ---------------------------------------- | ------------- | ------------ | ----- | ---- |
| Skulptur Madonna mit Kind                                                    | Holz, polychrom gefasst, 19. Jahrhundert          | in der Kirche Notre-Dame-de-l’Assomption | PM59002749    | Inscrit      | 1976  |      |
| Hauptaltar                                                                   | Marmor, 18. Jahrhundert                           | in der Kirche Notre-Dame-de-l’Assomption | PM59002748    | Inscrit      | 1976  |      |
| Skulptur des heiligen Nikolaus                                               | Holz, polychrom gefasst, 18. Jahrhundert          | in der Kirche Notre-Dame-de-l’Assomption | PM59002750    | Inscrit      | 1976  |      |
| Grabplatte für Adrien de Gognies († 1623) und seine Frau Marguerite Le Baron | Stein, 17. Jahrhundert                            | in der Kirche Notre-Dame-de-l’Assomption | PM59000202    | Classé       | 1913  |      |
| Taufbecken                                                                   | Sandstein, 16. Jahrhundert                        | in der Kirche Notre-Dame-de-l’Assomption | PM59002751    | Inscrit      | 1976  |      |
| Skulptur der heiligen Barbara                                                | Holz, bemalt, 16. Jahrhundert                     | in der Kirche Notre-Dame-de-l’Assomption | PM59000203    | Classé       | 1971  |      |
| Ziborium                                                                     | Silber, vergoldet, 19. Jahrhundert                | in der Kirche Notre-Dame-de-l’Assomption | PM59002752    | Inscrit      | 1976  |      |
| Monstranz, ein Geschenk von Napoleon III. an die Pfarrgemeinde               | Bronze, versilbert und vergoldet, 19. Jahrhundert | in der Kirche Notre-Dame-de-l’Assomption | PM59002753    | Inscrit      | 1976  |      |